# 4ever
«4ever» es el primer sencillo para promocionar The Secret Life Of... el álbum debut del dúo australiano The Veronicas. Se lanzó durante agosto de 2005 en Australia y a principios de 2006 en Estados Unidos y otras partes del mundo. Fue certificado como Platino (más de 70.000 copias vendidas) alcanzando el nº2 en el conteo de los sencillos más vendidos de la ARIA.
En Estados Unidos, el sencillo fue promocionado por Archie Comics a través de la publicación nº167 del cómic de Veronica. Tuvieron una destacada participación, apareciendo en la portada de la historieta que también incluía una tarjeta con un código para descargar la canción en el sitio oficial de Archie Comics.

## Información de la canción
Fue escrita y producida por el famoso compositor y productor Max Martin en colaboración con Lukasz Gottwald. Es una canción enérgica, con notable influencia punk. La letra tiene un mensaje de libertad, habla del deseo de estar con alguien que te atrae, deshacerse de inhibiciones y prejuicios inútiles, no perder tiempo, y comenzar a vivir. Metafóricamente, se describe una invitación seductora para gozar la noche junto a alguien interesante y divertido, disfrutando el momento, haciendo que dure por siempre. 
En marzo de 2006, la canción fue incluida en la banda sonora de la comedia romántica She's the Man (Ella es el chico), protagonizada por Amanda Bynes y James Kirk.
Recientemente, 4ever fue comparada con la canción de P!nk, U + Ur Hand y Runaway de Avril Lavigne. Esto se debe a que la melodía y los acordes de ambas canciones son notablemente similares, particularmente durante los estribillos. Algo curioso es que las dos canciones fueron escritas por Max Martin y Lukasz Gottwald.

## Información del video
4ever tuvo dos videos. La versión australiana, es un video dirigido por Daniel Kern y Adria Petty, se desarrolla en una alocada fiesta en la piscina. Lisa y Jess aparecen entre una multitud dispuesta a divertirse. Pronto, con ayuda de un amigo, ambas suben al techo de la casa y dan un gran salto a la piscina y comienzan a cantar, también interpretan la canción sobre un trampolín, caminado entre la gente y en una patineta junto a un skater haciendo un truco de equilibrio. 
La versión estadounidense fue la más conocida en América y Europa, dirigido por Dave Meyers. Es un video simple pero muy colorido, el dúo aparece cantando en un hotel y manejando un automóvil deportivo. Se tornan muy divertidas tomando sol en la ciudad, escribiendo en el espejo con lápiz labial, tomando fotografías y haciendo muy notoria su particular forma de vestir. 
En abril de 2006, 4ever fue premiado "Video del Año" en los MTV Australia Video Music Awards.

## Lista de canciones
- Sencillo en CD

1. «4ever» 3:30
2. «How Long» 3:52
3. «Did Ya Think» 2:45

- Promo Maxi Single: EUA

1. «4ever» [Claude Le Gache Extended Vocal] 7:16
2. «4ever» [Morel's Pink Noise Mix] 7:07
3. «4ever» [L.E.X. PCH Mix] 9:32
4. «4ever» [E Smoove Club] 7:36
5. «4ever» [Mac Quayle Break Mix] 7:21
6. «4ever» [Claude Le Gache Mixshow] 5:40
7. «4ever» [Claude Le Gache Dub] 7:17
8. «4ever» [Morel's Pink Noise Dub] 7:08

## Posiciones en las listas
| Año  | Listas                             | Máxima Posición |
| ---- | ---------------------------------- | --------------- |
| 2005 | Australia ARIA Top 50 Singles      | 2               |
| 2005 | Australia TRL Top 10               | 1               |
| 2005 | Australiasia ARIA Top 50 Singles   | 1               |
| 2005 | Nueva Zelanda RIANZ Top 40 Singles | 7               |
| 2005 | US Hot Dance Music/Club Play       | 20              |
| 2005 | US Pop 100                         | 88              |
| 2005 | US TRL Top 10                      | 6               |
| 2005 | World Singles Official Top 100     | 74              |
| 2006 | Austria Top 75                     | 23              |
| 2006 | Bélgica UltraTop 50                | 37              |
| 2006 | Alemania Top 100                   | 29              |
| 2006 | Italia TRL Top 10                  | 7               |
| 2006 | Suiza Top 100                      | 26              |